# حریم
حریم یک اصطلاح فقهی و حقوقی است که متضمن مفهوم ممنوعیت و محدودیت است.

## حریم افراد
- در احادیث، و در کتابهای فقهی، از «حریم مؤمن» سخن به میان آمده که مراد از آن، محدوده‌ای در اطراف هر شخص است که نشستن در آن موجب آزار او می‌شود.[۱]

### حریم جسمانی
حریم خصوصی جسمانی را می‌توان جلوگیری از وارد شدن فردی مزاحم به خلوت فردی دیگر تعریف نمود.

### حریم املاک
به نظر برخی از حقوق‌دانان، حریم را در حُکمِ ملکِ دارنده ملک اصلی دانسته‌است؛ در نتیجه، صاحب حریم مجاز است تصرفاتی را که کمال انتفاع از ملک، مقتضیِ آن است، در آن انجام دهد و دیگران را از تصرفاتی که باعث نقصان انتفاع او از ملکش می‌شود، بازدارد.
ورود غیرمجاز به منزل و حریم خصوصی مسکن افراد می‌تواند مصداقی از جرم تصرف عدوانی محسوب شود.
قوانین ایران در مورد هتک حرمت املاک غیر از منازل نیز قائل به مجازات شده‌است.
مسکن افراد مورد توجه و حمایت ادیان و جوامع بشری بوده و در جهت حفظ حرمت آن تلاشهای زیادی شده‌است. بنحوی که در قانون حمور آبی که قدیمیترین قانون می‌باشد برای مرتکبین جرم هتک حرمت منازل مجازات بسیار شدید (مرگ) پیش‌بینی شده بود.

### حریم اطلاعاتی
ریشه و اساس حریم خصوصی اطلاعاتی مربوط ممنوعیت افشاگری نامناسب و بدون کنترل داده‌های شخصی و مسائل قانونی مرتبط به آن است.